# Air Tamajeq
Air Tamajeq (Tayiṛt) és una varietat del tamashek, una de les llengües tuareg. És parlada pels tuaregs que viuen a les muntanyes d'Aïr a la regió d'Agadez de Níger.
Ethnologue enumera dos dialectes: Air (Tayert) i Tanassfarwat (Tamagarast/Tamesgrest). Blench (2006) considera aquestes dues varietats com a llengües diferents. Ell distingeix Ingal i Gofat com a dialectes d'Air/Tayirt, i Azerori com a dialecte de Tamesgrest.